# Bitva u Edingtonu
Bitva u Edingtonu (známá též jako bitva u Ethandunu) se odehrála někdy mezi 6. a 12. květnem 878 u Edingtonu (dnes hrabství Wiltshire) na jihozápadě Anglie. Bitva představuje jednu z nejvýznamnějších bitev anglických dějin. Alfréd Veliký, král Wessexu, v ní na hlavu porazil dánské vikingy vedené Guthrumem Starým a zabezpečil tak Wessex před jejich útoky. Vítězství v bitvě mu navíc přineslo prestiž, která mu umožnila stát se nezpochybnitelným králem anglosaské Anglie.

Británie po bitvě u Edingtonu